# Давидович, Роберт
Роберт Давидович (рум. Robert Davidovici, в старых советских источниках Давидовичи; род. 1 октября 1946, Сату-Маре) — американский скрипач румынского происхождения.
В 1962 г. окончил музыкальную школу № 1 в Бухаресте, после чего с семьёй переехал в Австралию. В 1962—1966 гг. учился в Сиднейской консерватории у Роберта Пиклера, затем преподавал в консерватории австралийского Университета Ньюкасла. В 1967 г. стал лауреатом конкурса молодых исполнителей австралийской телерадиовещательной корпорации ABC. В 1970 г. участвовал в Международном конкурсе имени П. И. Чайковского. Затем отправился в США, где завершил своё образование под руководством Ивана Галамяна. В 1972 г. выиграл Наумбурговский конкурс молодых исполнителей, благодаря чему дебютировал с концертом в Нью-Йорке.
Преподавал в различных университетах США, в 1990-е гг. был концертмейстером Ванкуверского симфонического оркестра. В 2010-е годы записал скрипичные концерты Людвига ван Бетховена, Феликса Мендельсона, Иоганнеса Брамса и П. И. Чайковского (с Королевским филармоническим оркестром, дирижёр Гжегож Новак). Особая страница в биографии музыканта — скрипичный концерт более известного в качестве дирижёра Пауля Клецки: в 2007 г. Давидович осуществил его американскую премьеру в Эвери-Фишер-холле (с Американским симфоническим оркестром под управлением Леона Ботштейна), а в 2013 г. записал с Королевским филармоническим оркестром под управлением Новака (первая в мире запись).